# Barrio Mirador (Caleta Olivia)
Barrio Mirador es un barrio que se encuentra en la localidad de Caleta Olivia (departamento Deseado, Provincia de Santa Cruz, Argentina). Ocupa parte del sector ubicado entre el norte y el oeste de la ciudad.